# Trechus barberi
Trechus barberi är en skalbaggsart som beskrevs av René Gabriel Jeannel. Trechus barberi ingår i släktet Trechus och familjen jordlöpare. Inga underarter finns listade i Catalogue of Life.